# Loxostege boursini
Loxostege boursini is een vlinder uit de familie van de grasmotten (Crambidae). De wetenschappelijke naam van deze soort is voor het eerst voorgesteld als Lithostege boursini door Daniel Lucas in een publicatie uit 1937.
De soort komt voor in Algerije.